# Jorge Sursuvul
Jorge Sursuvul (en búlgaro: Георги Сурсувул) o Sursubul fue primer ministro y regente del Primer Imperio búlgaro durante los reinados de Simeón I (reino entre 893 y 927) y Pedro I (reino entre 927 y 969). Según los cronistas, Jorge Sursuvul era el padre o hermano de la segunda esposa de Simeón I. Después de la muerte de Simeón I, gobernó Bulgaria (927-928) como regente del adolescente Pedro I y sus hermanos menores Juan y Benjamin. Jorge Sursuvul se retiró de la regencia tras concluir un tratado de paz con el emperador bizantino Romano I, del cual uno de los cuales términos era el matrimonio de Pedro I con la nieta del emperador, María Lecapena (rebautizada Irene).